# 자치통감강목 권25, 35, 42, 57
자치통감강목 권25, 35, 42, 57(資治通鑑綱目 卷二十五, 三十五, 四十二, 五十七)은 충청북도 청주시 흥덕구 청주고인쇄박물관에 있는 조선시대(1422년)]]의 책이다. 2020년 3월 6일 충청북도의 유형문화재 제399호로 지정되었다.

## 지정 사유
중국 송나라의 사마광(司馬光, 1019∼1086)이 1084년에 지은 중국 역사책 『자치통감』을 주희(朱熹, 1130∼1200)가 역사적 사실에 대하여 큰 제목으로 강(綱)을 따로 세우고 기사는 목(目)으로 구별하여 정리한 역사책이다.
1422년에 금속활자 경자자로 찍은 것으로 책 머리에 '경연(經筵)'이라는 붉은 도장이 찍혀 있어 궁중의 경연청에서 사용한 것을 알 수 있다. 조선 초기 활자기술과 인쇄문화를 알 수 있는 귀중한 자료이다.

## 같이 보기
- 자치통감강목

## 참고 문헌
- 자치통감강목 권25, 35, 42, 57 - 국가유산청 국가유산포털